# أتلتيكو تطوان
نادي أتلتيكو تطوان هو نادٍ رياضي إسباني متعدد الفروع من مدينة تطوان كان ممارس بدوري الدرجة الثانية الإسباني، تأسس النادي سنة 1922 تحت اسم أتليتكو تطوان من طرف الإسبان.

## تاريخ
لعب نادي أتلتيكو تطوان موسما واحدا في الدوري الاسباني في 1951-52 بعد فوزه بدوري الدرجة الثانية الإسباني في المنطقة الجنوبية في 1950-51. ختم الموسم بالهبوط بعد انهائه الموسم كآخر 16 فريقا.
قامت إسبانيا بنقل لاعبي الفريق والإدارة إلى سبتة بعد استقلال المغرب في عام 1956. قررت إدارة النادي دمج النادي مع النادي المحلي سوسيداد ديبورتيفا سبتة (1932 - 1956) ليصبح نادي أتلتيكو دي سبتة وفي نهاية المطاف إلى دمجه مع نادي سبتة والذي انحل في 2012.

ملصقات إعلانية لنادي أتلتيكو تطوان تعود لسنوات النفوذ الإسباني علي المدينة

ملصقات إعلانية لنادي أتلتيكو تطوان تعود لسنوات النفوذ الإسباني علي المدينة

عرفت سنة 1917 ميلاد عدة أندية لكرة القدم بمدينة تطوان، من بينها نادي تطوان لكرة القدم (كلوب دي فوتبول تطوان) Club de Fútbol Tetuán و النادي الإسباني المغربي (كلوب هيسبانو ماروكي) Club Hispano Marroquí و نادي راديو تطوان Club El Radio de Tetuán . بضع سنوات بعد ذلك ستندمج الأندية الثلاتة لتعطي ميلاد كلوب أتلتيكو تطوان Club Atlético Tetuán سنة 1922. وانطلاقا من هذه السنة وإلى غاية استقلال المغرب سيلعب هذا الفريق بمختلف أقسام الليغا الإسبانية وسيترك بصمات في كل مشاركاته هاته. لعل أهم هذه البصمات تبقى بدون شك تمكن الفريق في موسم 1950/1951 من تصدر القسم الثاني بجدارة والصعود للقسم الوطني الأسباني الأول. أمام اندهاش الأسبان يصعد التطوانيون من شمال المغرب لحظيرة القسم الأول لمقارعة أندية عريقة كبرشلونة وريال مدريد. أعظم ما حققه اتلتيكو تطوان في فترة ما قبل الاستقلال، هو وصوله لدور ربع نهاية كأس ملك إسبانيا وكان ذلك في سنة 1951 حيث التقى في هذا الدور مع العملاق برشلونة الذي استطاع هزم الفريق التطواني وأوقف مسيرته الناجحة في مشوار الكأس. يُذكَر أن نادي برشلونة هو الذي تُوِّج بعد ذلك بلقب كأس ملك إسبانيا.

شعار نادي تطوان لكرة القدم (كلوب دي فوتبول تطوان) - Club de Fútbol Tetuán
شعار النادي الإسباني المغربي (كلوب هيسبانو ماروكي) - Club Hispano Marroquí
شعار نادي راديو تطوان - Club El Radio de Tetuán

## مواسم
| الموسم  | الطبقة | قطاع    | مكان    | كأس ديل ري     |
| ------- | ------ | ------- | ------- | -------------- |
| 1933/34 | 5      | 2ª ريج. | -       |                |
| 1934/35 | 4      | 1ª ريج. | -       |                |
| 1935/36 | 4      | 1ª ريج. | -       |                |
| 1941/42 | 4      | 1ª ريج. | الأول   |                |
| 1942/43 | 4      | 1ª ريج. | الأول   | الجولة الأولى  |
| 1943/44 | 3      | 3ª      | الخامس  | الجولة الثانية |
| 1944/45 | 3      | 3ª      | العاشر  |                |
| 1945/46 | 4      | 1ª ريج. | الأول   |                |
| 1946/47 | 3      | 3ª      | الرابعة |                |

| الموسم  | الطبقة | قطاع | مكان       | كأس ديل ري        |
| ------- | ------ | ---- | ---------- | ----------------- |
| 1947/48 | 3      | 3ª   | الثامن     | الجولة الرابعة    |
| 1948/49 | 3      | 3ª   | الأول      | الجولة الأولى     |
| 1949/50 | 2      | 2ª   | الخامس     | الجولة الأولى     |
| 1950/51 | 2      | 2ª   | الأول      | الدور ربع النهائي |
| 1951/52 | 1      | 1ª   | السادس عشر |                   |
| 1952/53 | 2      | 2ª   | الثالث     | الجولة الأولى     |
| 1953/54 | 2      | 2ª   | السابع     |                   |
| 1954/55 | 2      | 2ª   | الثاني     |                   |
| 1955/56 | 2      | 2ª   | الرابعة    |                   |

- 1 الموسم في الدوري الاسباني
- 6 مواسم في دوري الدرجة الثانية الإسباني
- 5 مواسم في الدوري الإسباني الدرجة الثالثة

## الإنجازات
- بطل القسم الثاني في الليغا الإسبانية مرة واحدة. 1950/1951
- بطل القسم الثالث في الليغا الإسبانية مرة واحدة. 1948/1949
- التأهل لمبارة ثمن نهاية كأس ملك إسبانيا موسم 1942/1943 وخروجه أمام نادي ريال بيتيس.
- التأهل لمبارة ربع نهاية كأس ملك إسبانيا موسم 1950/1951 وخروجه أمام نادي برشلونة الذي توج بعدها بهذه الكأس.